# Pectis schaffneri
Pectis schaffneri là một loài thực vật có hoa trong họ Cúc. Loài này được Sch.Bip. ex Fernald mô tả khoa học đầu tiên năm 1897.